# Imigração chilena no Brasil
Chileno-brasileiro é um brasileiro de completa ou parcial ancestralidade chilena, ou um chileno residente no Brasil. O Brasil possui aproximadamente 600 mil chileno-brasileiros.

## Brasileiros com ascendência chilena
- Gabriel Medina - Surfista Bicampeão mundial de Surf em 2014 e 2018.
- Rodrigo Maia - 54° Presidente da Câmara dos Deputados, nasceu em Santiago, Chile, filho de pais brasileiros.